# Jerzy Bogusz
Jerzy Bolesław Bogusz (ur. 27 września 1921 w Nowym Sączu, zm. 25 września 2016 w Krakowie) – polski działacz konspiracji niepodległościowej w czasie II wojny światowej, więzień niemieckich obozów koncentracyjnych.

## Życiorys
Przed wybuchem II wojny światowej planował podjąć studia na Politechnice Lwowskiej. W pierwszym okresie okupacji niemieckiej brał udział w organizacji przerzutu Polaków przez Słowację i Węgry do formującej się we Francji armii polskiej. Aresztowany za działalność konspiracyjną był więziony w Tarnowie, zaś 14 czerwca 1940 został deportowany w pierwszym transporcie więźniów politycznych do obozu Auschwitz-Birkenau (numer obozowy 61). Więźniem KL Auschwitz-Birkenau był do kwietnia 1942, kiedy zwolniono go w grupie około 50 więźniów. Był członkiem oddziału partyzanckiego 9. kompanii 1. pułku strzelców podhalańskich AK. Po zakończeniu wojny studiował na Politechnice Krakowskiej, a następnie do emerytury był jej pracownikiem naukowym. Był jednym z bohaterów filmu dokumentalnego „Koledzy. Portrety z pamięci” (scen. i reż. Gabriela Mruszczak, rok produkcji 2013). Po jego śmierci z pierwszego transportu więźniów pozostało 5 żyjących osób.
W dniu 30 września 2016 roku spoczął na cmentarzu w Nowym Sączu.

## Wybrane odznaczenia
- Krzyż Oficerski Orderu Odrodzenia Polski (2000)[1]
- Krzyż Kawalerski Orderu Odrodzenia Polski
- Srebrny Krzyż Zasługi
- Krzyż Partyzancki
- Krzyż Oświęcimski